# Bezikowo
Bezikowo (maced. Безиково) – wieś w północno-wschodniej Macedonii Północnej, w gminie Koczani.